# Túnel d'Envalira
El túnel d'Envalira es un túnel de peaje entre las localidades andorranas de Grau Roig y Pas de la Casa (frontera con Francia).
Permite evitar el puerto de Envalira, con pendientes de más del 8 %.

## Características
Es un túnel de un solo tubo, de doble sentido, con una longitud de 2879 metros. Está situado entre las cotas 2043 y 2052 m s. n. m.
Fue construido entre 1999 y 2002
El túnel se encuentra totalmente en territorio andorrano, si bien el acceso este (lado de Pas de la Casa) se hace por un viaducto en territorio francés.

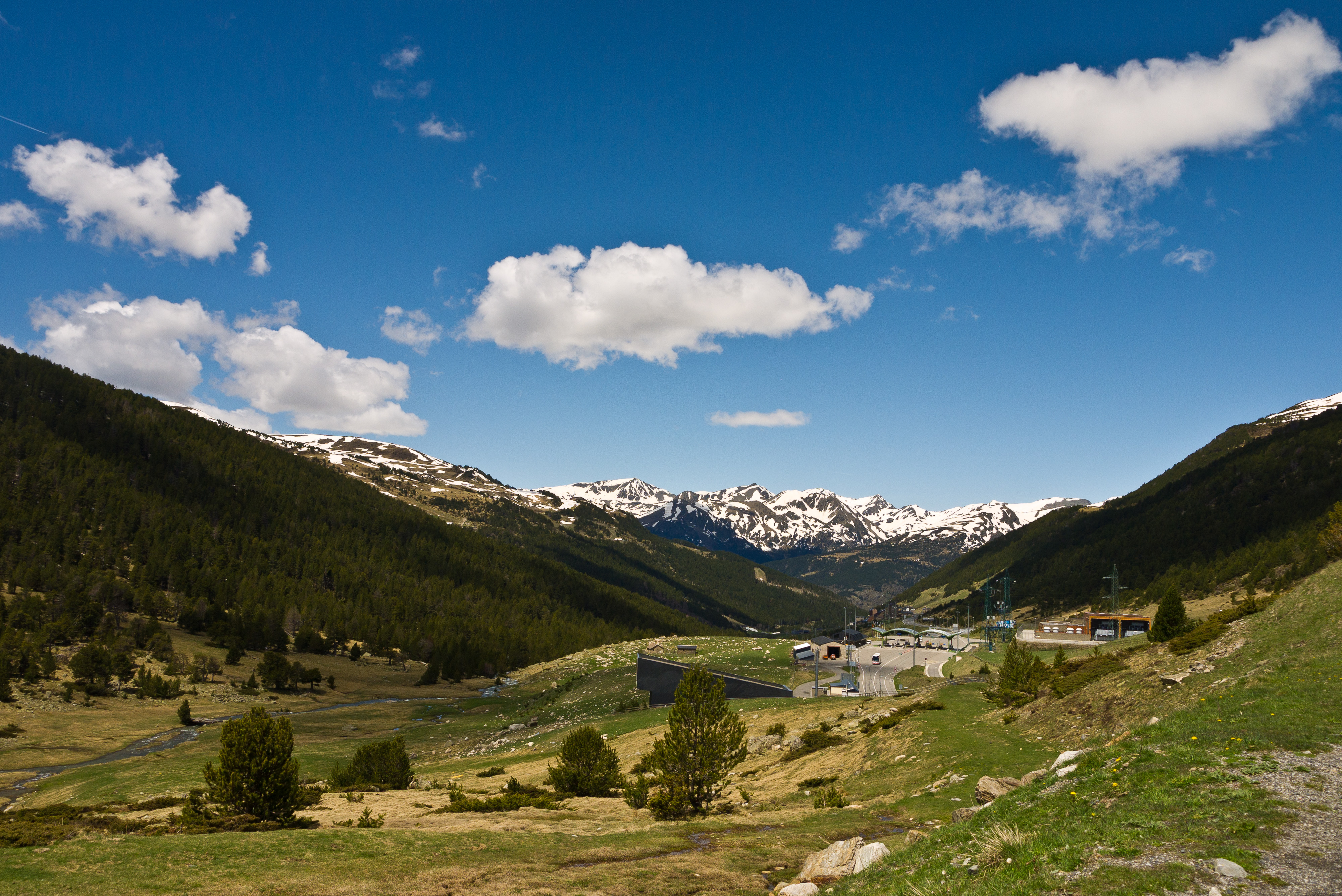
La entrada oeste al túnel vista desde la carretera a Grau Roig.